# Haploskupina R (Y-DNA)
Haploskupina R je haploskupina chromozómu Y lidské DNA, která je charakterizována genetickým markerem M207.
Haploskupina R se vyčlenila z haploskupiny P a to zhruba před 30 000 až 35 000 lety někde v oblasti severozápadní Asie. Většina jejich raných forem a stejně tak i blízce příbuzná haploskupina Q se však dnes nachází ve Střední Asii, Jižní Asii, Austrálii, na Sibiři, mezi původními obyvateli amerického kontinentu, v Egyptě a Kamerunu.
| Haploskupina R1 | \| \| Haploskupina R1a \| \| \| \| \| \| Haploskupina R1b \| \| \| \| |
|                 | \| \| Haploskupina R1a \| \| \| \| \| \| Haploskupina R1b \| \| \| \| |
|                 | Haploskupina R2                                                       |
|                 |                                                                       |
|                 | Haploskupina R1a                                                      |
|                 |                                                                       |
|                 | Haploskupina R1b                                                      |
|                 |                                                                       |

|  | Haploskupina R1a |
|  |                  |
|  | Haploskupina R1b |
|  |                  |

Většina nositelů haploskupiny R patří k haploskupině R1, charakteristické genetickým markerem M173. R1 je běžná na území Evropy a západní Eurasie. Předpokládá se, že její rozšíření souvisí s rekolonizací Evropy po ústupu ledovce. Mezi její hlavní podskupiny patří R1a (SRY1532) a R1b (M343).
Jednou z izolovaných skupin, které patří k haploskupině R1*, jsou původní obyvatelé severního Kamerunu. To se vysvětluje migrací starodávné eurasijské populace zpět do Afriky. Některé výzkumy objevily ve zdejší populaci též stopy haploskupiny K2, což potvrzuje blízkost těchto lidí s eurasijskou populací. Některé blízce příbuzné vzorky kamerunské R1b1* byly nalezeny v Egyptě. Řada severokamerunských obyvatel mluví čadskými jazyky, které se považují za starobylou větev afroasijské jazykové rodiny; do stejné jazykové rodiny patřil dnes již zaniklý jazyk starých Egypťanů.
Haploskupina R* byla zaznamenána mezi Austrálci.
| Haploskupiny chromozómu Y lidské DNA (Y-DNA) |                                  |   |   |   |    |    |    |    |    |   |   |    |    |   |   |   |    |    |   |   |   |  |
|                                              | Poslední společný předek (Y-DNA) |   |   |   |    |    |    |    |    |   |   |    |    |   |   |   |    |    |   |   |   |  |
| \|                                           |                                  |   |   |   |    |    |    |    |    |   |   |    |    |   |   |   |    |    |   |   |   |  |
|                                              | A                                | A | A | A | BR |    |    |    |    |   |   |    |    |   |   |   |    |    |   |   |   |  |
|                                              |                                  |   | B | B | B  | CR | CR | CR | CR |   |   |    |    |   |   |   |    |    |   |   |   |  |
|                                              |                                  |   |   |   | C  | DE | DE | F  | F  | F | F | F  | F  |   |   |   |    |    |   |   |   |  |
|                                              |                                  |   |   |   |    | D  | E  |    |    | G | H | IJ | IJ | K | K | K | K  |    |   |   |   |  |
|                                              |                                  |   |   |   |    |    |    |    |    |   |   | I  | J  |   | L | M | NO | NO | P | P |   |  |
|                                              |                                  |   |   |   |    |    |    |    |    |   |   |    |    |   |   |   | N  | O  |   | Q | R |  |
|                                              |                                  |   |   |   |    |    |    |    |    |   |   |    |    |   |   |   |    |    |   |   |   |  |